# كريس بوش (لاعب كرة قدم أسترالي)
كريس بوش (بالإنجليزية: Chris Bush)‏ (13 فبراير 1992 في أستراليا - ) هو لاعب كرة قدم أسترالي في مركز الوسط. شارك مع منتخب أستراليا تحت 17 سنة لكرة القدم ومنتخب أستراليا تحت 20 سنة لكرة القدم. أما مع النوادي، فقد لعب مع نادي بريزبان رور وKemblawarra Fury FC ‏ وBlacktown Spartans FC ‏.

## وصلات خارجية
- كريس بوش على موقع قاعدة بيانات كرة القدم.إي يو (الإنجليزية)